# Gibberella circinata
Gibberella circinata är en svampart som beskrevs av Nirenberg & O'Donnell ex Britz, T.A. Cout., M.J. Wingf. & Marasas 2002. Gibberella circinata ingår i släktet Gibberella och familjen Nectriaceae.   Inga underarter finns listade i Catalogue of Life.